# Māhīn
Māhīn (persiska: ماهين, مَگَن) är en ort i Iran.   Den ligger i provinsen Qazvin, i den nordvästra delen av landet, 230 km väster om huvudstaden Teheran. Māhīn ligger 1 886 meter över havet och antalet invånare är 233.
Terrängen runt Māhīn är huvudsakligen kuperad, men åt nordost är den bergig. Runt Māhīn är det ganska glesbefolkat, med 29 invånare per kvadratkilometer. Närmaste större samhälle är Chargar, 17,0 km söder om Māhīn. Trakten runt Māhīn består i huvudsak av gräsmarker.